# Етиен дьо Флакур
Етиен дьо Флакур (на френски: Étienne de Flacourt) е френски колониален администратор, губернатор на Мадагаскар (1648 – 1655), изследовател на Африка

## Биография
Роден е през 1607 година в Орлеан, Франция, шестото дете в семейството на търговец. През 1635 става аптекар в Париж.
В началото на ХVІІ век португалците все още предприемат от време на време грабителски експедиции по крайбрежието на Мадагаскар, но не проявяват особен интерес към колонизирането на острова. Много по-активни в това отношение се оказват французите и създадената през 1642 г. Френска Източно-индийска компания получава монополно право за търговия в Мадагаскар. Още на следващата година след основаването на компанията на югозападния бряг на острова е построена крепостта форт Дофин, която става важна френска база на морския път към Индия.
През 1648 г. за управител на крепостта и представител на компанията на острова е назначен Етиен дьо Флакур и остава на този пост до 1655 г. В периода на своето управление той провежда няколко експедиции в южната част на Мадагаскар като първи описва природата, ресурсите и жителите на посетените области в книгата си „Histoire de la grande isle de Madagascar“ (Париж, 1658; 2-ро издание 1661).
През 1655 г. се завръща във Франция и е назначен за генерален директор на компанията, като заема този пост до смъртта си през 1660 г.